# Phaonia gergetica
Phaonia gergetica är en tvåvingeart som beskrevs av Zinovjev 1994. Phaonia gergetica ingår i släktet Phaonia och familjen husflugor. Inga underarter finns listade i Catalogue of Life.